# Herb Ostrowca Świętokrzyskiego
Herb Ostrowca Świętokrzyskiego – jeden z symboli miasta Ostrowiec Świętokrzyski w postaci herbu.

## Wygląd i symbolika

Herb własny książąt Ostrogskich

Herb przedstawia na niebieskiej tarczy wizerunek białych blanklowanych murów miejskich z centralnie usytuowaną blankowaną, rozszerzającą się ku dołowi białą bramą wjazdową, wewnątrz której widnieje u dołu złoty półksiężyc, powyżej sześcioramienna złota gwiazda, nad którą znajduje się biały półpierścień z wyprowadzoną z niego ku górze białą strzałą. Nad bramą wjazdową biała baszta z trzema łukowo zakończonymi otworami okiennymi, z których środkowy jest mniejszy i przesunięty ku górze, nakryta namiotowym dachem, na którego szczycie zwrócona (heraldycznie) w prawą stronę złota chorągiew. Na murach po obu stronach baszty znajdują się dwie białe wieże z jednym łukowo zakończonym otworem okiennym, nakryte namiotowymi daszkami zwieńczonymi złotą gałką na takimż maszcie. Otwory okienne i kontury wszystkich wyobrażeń godła oraz zarysy tarczy są czarne. 
Zestawienie herbu Leliwa i herbu Ogończyk nawiązuje do herbu książąt Ostrogskich.

## Historia
W okresie przed 1988 rokiem obowiązującym herbem miasta był niezmieniony herb książąt Ostrogskich. W 1988 roku został opracowany nowy wzór herbu przez Zbigniewa Pękalę i zatwierdzony przez Miejską Radę Narodową uchwałą nr III/16/88 z 29 września 1988 roku.